# Karl-Heinz Schwarzkopf
Karl-Heinz Schwarzkopf (* 1940) ist ein deutscher Journalist.

## Leben
Karl-Heinz Schwarzkopf war bereits stellvertretender Leiter der Magdeburger Lokalredaktion der Volksstimme und wurde dann zur SED-Bezirksleitung delegiert. Als er zur Volksstimme zurückkehrte, erhielt er den Posten des stellvertretenden Chefredakteurs, den er neben Günter Trosin auch im Dezember 1989 innehatte. Aufgrund des Fehlens des Chefredakteurs Heinz Wiese in der Wendezeit in der DDR war er amtierender Chefredakteur. Schon im Dezember 1989 hatte er den Verweis auf den Herausgeber der Volksstimme, die Bezirksleitung Magdeburg der SED, aus dem Kopf der Zeitung entfernt.
Für den 15. Januar 1990 war eine Belegschaftsversammlung in der Redaktion einberufen worden, die die vollständige Loslösung von der SED beschloss und zudem Schwarzkopf wegen seiner journalistischen Erfahrung und vielen Verbindungen demokratisch zum neuen Chefredakteur und Ernst-Günter Wöhler und Manfred Zander als seine Stellvertreter wählte. Die Entscheidung zur Loslösung der Volksstimme von der SED verkündete er noch am gleichen Abend in einer Rede auf der Montagsdemonstration im Magdeburger Dom.
Die Chefredaktion der Volksstimme führte Schwarzkopf noch bis Februar 1993, seit März 1992 zusammen mit Reinhold Stimpert, der ab März 1993 dann alleiniger Chefredakteur war.

## Werke
- als Herausgeber: Minibuch Bezirk Magdeburg. Verlag Zeit im Bild, Dresden 1984, DNB 206248903.